# Finestra sul vuoto
Finestra sul vuoto (titolo orig. The High Window) è il terzo romanzo di Raymond Chandler in cui il protagonista è il detective privato Philip Marlowe. Fu pubblicato nel 1942.

## Trama
Il detective Philip Marlowe viene assunto da Elizabeth Murdock, una ricca vedova che vive in una magione a Pasadena, al fine di indagare sulla misteriosa scomparsa di una moneta molto preziosa, il doblone Brasher. Ma l'intervento di Marlowe scatenerà una serie di omicidi di ardua comprensione.

## Adattamenti cinematografici
- 1942 - Time to kill di Herbert I. Leeds
- 1947 - La moneta insanguinata (The Brasher Doubloon) di John Brahm

## Traduzioni italiane
- in  Philip Marlowe investigatore, traduzione di Ida Omboni, Collana Omnibus, Milano, Mondadori, 1953. -Feltrinelli, 1990-2017.
- in  Romanzi e racconti  1933-1942, traduzione di Laura Grimaldi, Collana I Meridiani, Milano, Mondadori, 2005.
- Finestra sul vuoto, traduzione di Gianni Pannofino, Collana Fabula n.399, Milano, Adelphi, 2024, ISBN 978-88-459-3859-7.